# De Brug (2003)

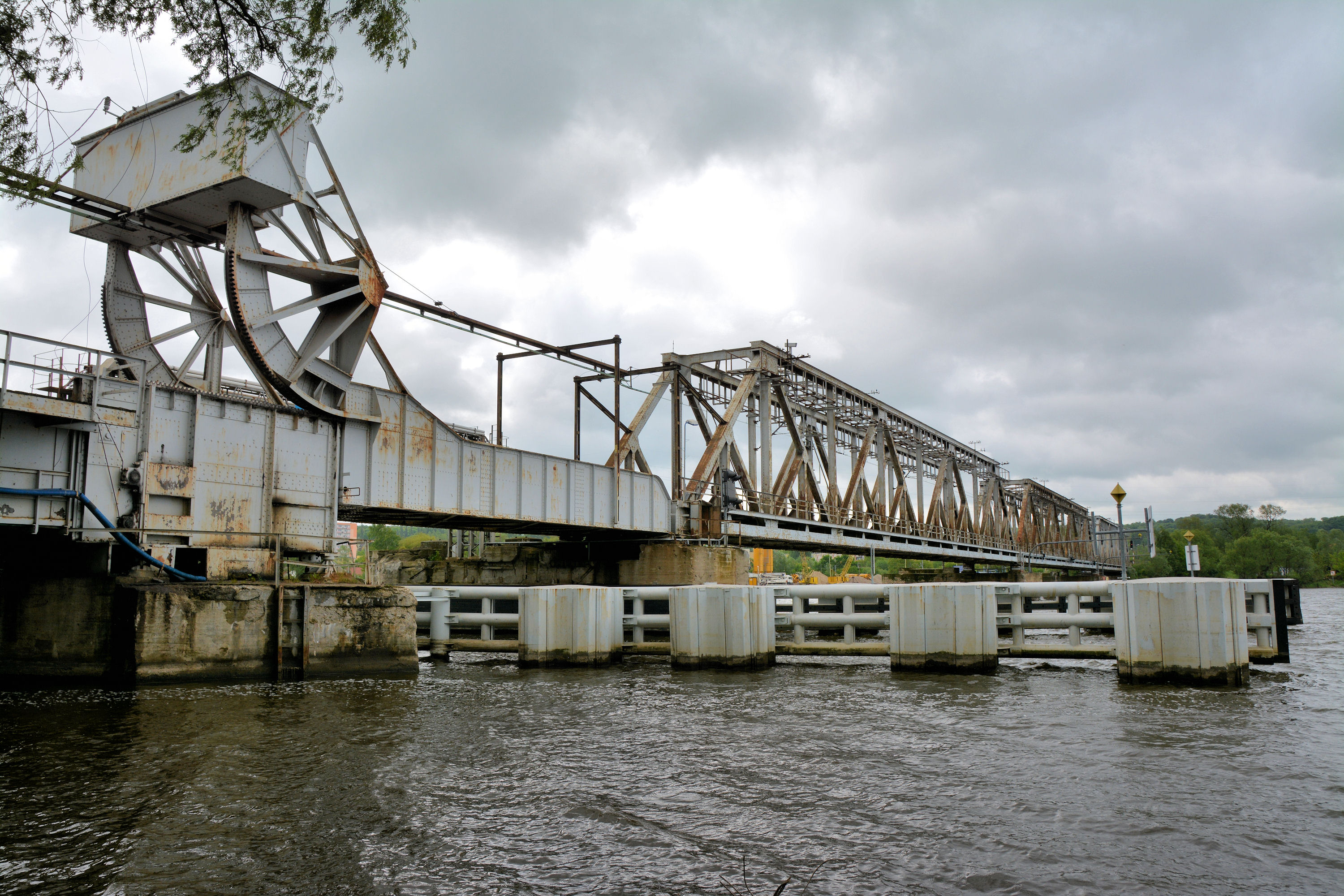
De brug in Szczecin, die te zien is in de film

De Brug (Tsjechisch: Most) is een Tsjechische korte film uit 2003 onder regie van Bobby Garabedian en productie van Garabedian en William Zabka, die beiden ook het scenario schreven.

## Verhaal
Een alleenstaande vader werkt als brugwachter bij een ophaalbrug waarover een spoorlijn loopt. Op een dag neemt de vader zijn 8-jarige zoontje mee naar zijn werk. De dag ervoor zag de zoon een drugsverslaafde vrouw bij het instappen in een trein. Bij de brug gaat de vader de machinekamer in en stuurt zijn zoon naar de oever van het meer. Er komt een schip langs en de brug wordt opgetrokken. Een trein, die volgens planning een uur te vroeg is, nadert de brug. De zoon ziet de trein aankomen en probeert zijn vader, die de trein niet ziet, te waarschuwen. De zoon probeert vervolgens zelf de brug te laten zakken, maar valt in het tandwielmechaniek. De vader staat voor de keuze om zijn zoon te redden en de trein te laten neerstorten, of de brug te laten zakken en zo zijn zoon te doden. De vader besluit de brug te laten zakken. De mensen in de trein zijn zich er niet van bewust dat een jongen stierf om hen te redden. Alleen de verslaafde vrouw weet het omdat ze op dat moment uit het treinraam keek. De vader gaat naar een andere stad en ontmoet de vrouw die niet langer verslaafd is en een baby vasthoudt.

## Rolverdeling
- Vladimír Javorský - brugwachter, vader
- Ladislav Ondrej - Láda, zoon
- Linda Rybova - jonge vrouw
- Ester Geislerová - Ester
- Brad Heller - Brad uit Amerika
- Klára Issová - Pavlinka

## Opnames
De film is deels opgenomen in Tsjechië en deels in de Poolse stad Szczecin, waar de brug zich bevindt.

## Prijzen en nominaties
- Palm Springs International ShortFest 2003: Winnaar Beste Film
- Heartland Film Festival 2003: Winnaar Crystal Heart Award
- Oscarnominatie voor beste korte film (2004)